# Simejkyne
Simejkyne (ukrainisch Сімейкине; russisch Семейкино/Semeikino) ist eine Siedlung städtischen Typs im Osten der Ukraine mit etwa 2300 Einwohnern.

## Geographie
Der Ort liegt im Osten der Oblast Luhansk etwa 3 Kilometer nordwestlich der Rajonshauptstadt Krasnodon und 28 Kilometer südöstlich der Oblasthauptstadt Luhansk. Simejkyne bildet verwaltungstechnisch zusammen mit den Dörfern Hlyboke (Глибоке), Krasnyj Jar (Красний Яр) und Radjanske (Радянське) eine Siedlungsratsgemeinde.

## Geschichte
Der Ort wurde im Zuge des Baus einer Eisenbahnlinie 1914 gegründet und 1938 schließlich zu einer Siedlung städtischen Typs ernannt. Seit 1991 ist sie ein Teil der heutigen Ukraine.
Seit Sommer 2014 ist der Ort im Verlauf des Ukrainekrieges durch Separatisten der Volksrepublik Lugansk besetzt.